# Drifting Feather
Drifting Feather – album polskiego zespołu jazzowego Paradox. Płyta ukazała się jako vol. 26 serii Polish Jazz.
Album nagrany został w Warszawie w marcu 1971. LP został wydany w 1971 przez Polskie Nagrania „Muza” w wersji monofonicznej pod numerem katalogowym XL 0745 oraz w wersji stereofonicznej pod numerem  SXL 0745. Reedycja na CD ukazała się w 2004 (PNCD 926) jako wynik współpracy Polskiego Radia i Polskich Nagrań Muza.
Wszystkie utwory z wyjątkiem jednego skomponował lider zespołu Andrzej Brzeski
Jest to jedyna płyta długogrająca nagrana przez Paradox.

## Muzycy
- Andrzej Brzeski – puzon
- Włodzimierz Szląskiewicz – saksofon altowy
- Michał Górny – wiolonczela
- Sławomir Piwowar – gitara klasyczna
- Stanisław Kulhawczuk – kontrabas

## Lista utworów
Strona A
| 1. | „Malagueña” (Isaac Albéniz, ar. Andrzej Brzeski)                      | 13:16 |
|    |                                                                       |       |
| 2. | „Intymne życie wuja Leona” (Andrzej Brzeski)                          | 4:01  |
|    |                                                                       |       |
| 3. | „Czy są świeże jaja, czyli na podwórku pani Bronki” (Andrzej Brzeski) | 3:34  |
|    |                                                                       |       |
|    |                                                                       | 20:51 |
|    |                                                                       |       |
Strona B

## Informacje uzupełniające
- Reżyser nagrania – Zofia Gajewska
- Operator dźwięku – Jacek Złotkowski
- Omówienie płyty (tekst na okładce) – Józef Balcerak
- Omówienie płyty (tekst reedycji z 2016) – Michał Wilczyński
- Projekt okładki – Marek Karewicz